# Лісберн
Лі́сберн (англ. Lisburn, ірл. Lios na gCearrbhach) — місто (city) в Північній Ірландії, розташований на північний захід від Белфаста. Отримав статус міста разом з містом Ньюрі в 2002 році на честь Золотого ювілею перебування королеви Єлизавети II на троні.
За даними на 2001 рік у місті проживало 71 465 осіб.
Місто поділено між двома графствами Даун і Антрім. Через місто протікає річка Лаган.
Лісбурн відомий як місце зародження ірландської лляної промисловості, перші підприємства були засновані в 1698 році. У місті розташований Національний центр льону, у якому проводяться виставки, присвячені історії лляної промисловості Ірландії.

## Відомі люди
- Рей Стівенсон (*1964) — англійський актор кіно, телебачення і театру